# Sudáfrica en los Juegos Olímpicos
Sudáfrica en los Juegos Olímpicos está representada por la Confederación Deportiva y Comité Olímpico Sudafricano, miembro del Comité Olímpico Internacional desde el año 1991.
Ha participado en 21 ediciones de los Juegos Olímpicos de Verano, su primera presencia tuvo lugar en San Luis 1904. El país ha obtenido un total de 95 medallas en las ediciones de verano: 28 de oro, 36 de plata y 31 de bronce.
En los Juegos Olímpicos de Invierno ha participado en 7 ediciones, siendo Squaw Valley 1960 su primera aparición en estos Juegos. El país no ha conseguido ninguna medalla en las ediciones de invierno.
Después de los Juegos Olímpicos de Roma 1960, el Comité Olímpico Internacional no permitió la participación de este país debido al régimen de Apartheid hasta los Juegos de Barcelona 1992.

## Medalleros

### Por edición
| Evento              | Oro | Plata | Bronce | Total |
| ------------------- | --- | ----- | ------ | ----- |
| San Luis 1904       | 0   | 0     | 0      | 0     |
| Londres 1908        | 1   | 1     | 0      | 2     |
| Estocolmo 1912      | 4   | 2     | 0      | 6     |
| Amberes 1920        | 3   | 4     | 3      | 10    |
| París 1924          | 1   | 1     | 1      | 3     |
| Ámsterdam 1928      | 1   | 0     | 2      | 3     |
| Los Ángeles 1932    | 2   | 0     | 3      | 5     |
| Berlín 1936         | 0   | 1     | 0      | 1     |
| Londres 1948        | 2   | 1     | 1      | 4     |
| Helsinki 1952       | 2   | 4     | 4      | 10    |
| Melbourne 1956      | 0   | 0     | 4      | 4     |
| Roma 1960           | 0   | 1     | 2      | 3     |
| 1964 – 1988         | –   | –     | –      | –     |
| Barcelona 1992      | 0   | 2     | 0      | 2     |
| Atlanta 1996        | 3   | 1     | 1      | 5     |
| Sídney 2000         | 0   | 2     | 3      | 5     |
| Atenas 2004         | 1   | 3     | 2      | 6     |
| Pekín 2008          | 0   | 1     | 0      | 1     |
| Londres 2012        | 4   | 1     | 1      | 6     |
| Río de Janeiro 2016 | 2   | 6     | 2      | 10    |
| Tokio 2020          | 1   | 2     | 0      | 3     |
| París 2024          | 1   | 3     | 2      | 6     |
| TOTAL               | 28  | 36    | 31     | 95    |

| Evento              | Oro | Plata | Bronce | Total |
| ------------------- | --- | ----- | ------ | ----- |
| Squaw Valley 1960   | 0   | 0     | 0      | 0     |
| 1964 – 1992         | –   | –     | –      | –     |
| Lillehammer 1994    | 0   | 0     | 0      | 0     |
| Nagano 1998         | 0   | 0     | 0      | 0     |
| Salt Lake City 2002 | 0   | 0     | 0      | 0     |
| Turín 2006          | 0   | 0     | 0      | 0     |
| Vancouver 2010      | 0   | 0     | 0      | 0     |
| Sochi 2014          | –   | –     | –      | –     |
| Pyeongchang 2018    | 0   | 0     | 0      | 0     |
| Pekín 2022          | –   | –     | –      | –     |
| TOTAL               | 0   | 0     | 0      | 0     |

### Por deporte
Deportes de verano
| Evento     | Oro | Plata | Bronce | Total |
| ---------- | --- | ----- | ------ | ----- |
| Atletismo  | 9   | 15    | 6      | 30    |
| Boxeo      | 6   | 4     | 9      | 19    |
| Ciclismo   | 1   | 4     | 4      | 9     |
| Natación   | 8   | 8     | 6      | 22    |
| Piragüismo | 0   | 0     | 1      | 1     |
| Remo       | 1   | 1     | 1      | 3     |
| Rugby 7    | 0   | 0     | 2      | 2     |
| Surf       | 0   | 1     | 0      | 1     |
| Tenis      | 3   | 2     | 1      | 6     |
| Tiro       | 0   | 1     | 0      | 1     |
| Triatlón   | 0   | 0     | 1      | 1     |
| TOTAL      | 28  | 36    | 31     | 95    |